# 1093 هـ
ألف وثلاثة وتسعون 1093 هـ هي سنة في التقويم الهجري امتدت مقابلةً في التقويم الميلادي بين سنتي 1682 و1682.

## مواليد
- أحمد بن محمد الفاسي الفهري

## وفيات
- براك بن غرير آل حميد
- عبد القادر البغدادي